# Trigger Point (Fernsehserie)
Trigger Point ist eine britische Fernsehserie über Bombenräumungsexperten in London. Die Idee zur Serie stammt von Drehbuchautor Daniel Brierley. Sie wurde in Großbritannien erstmals ab dem 23. Januar 2022 bei ITV ausgestrahlt. In den Hauptrollen sind Vicky McClure und Adrian Lester zu sehen.
Die Deutschlandpremiere erfolgte am 17. April 2023.

## Handlung
Die Bombenräumungsexpertin Lana Washington und ihr Kollege Joel Nutkins sind Kriegsveteranen mit militärischen Einsätzen in Afghanistan. Sie leitet eine Spezialeinheit der Metropolitan Police, genannt Explosives Officers (kurz: Expo), um mit ihrer Erfahrung als Bombenentschärferin terroristische Bedrohungen einzudämmen. Ihr Team wird dabei zu gefährlichen Einsätzen gerufen. London wird von einer Reihe von Bombenanschlägen erschüttert. Sie haben es dabei mit einem Serien-Bombenleger zu tun, bei dem sich der Verdacht erhärtet, dass er es ganz speziell auf ihre Einheit abgesehen hat.

## Besetzung und Synchronisation
Die vollständige Veröffentlichung der deutschen Synchronarbeit steht noch aus.
| Rollenname            | Schauspieler       | Synchronsprecher   | Staffel |
| --------------------- | ------------------ | ------------------ | ------- |
| Lana Washington       | Vicky McClure      | Maren Rainer       | 1–      |
| Joel Nutkins          | Adrian Lester      | Jan Odle           | 1       |
| Pete                  | Tom Stokes         |                    | 1–      |
| PS Costa              | Gavin Sibson       | Maximilian Laprell | 1–      |
| Inspector Lee Robins  | Cal MacAninch      | Michael Roll       | 1–      |
| PS Brown              | Gwynfor Jones      |                    | 1–      |
| DI Thom Youngblood    | Mark Stanley       | Dominik Auer       | 1       |
| DI Samira Desai       | Manjinder Virk     | Caroline Ebner     | 1–      |
| Danny                 | Eric Shango        | Lenny Hohm         | 1–      |
| Commander Bregman     | Ralph Ineson       | Thomas Albus       | 1–      |
| Karl Maguire          | Warren Brown       | Manou Lubowski     | 1–      |
| Sonia Reeves          | Kerry Godliman     | Melanie Manstein   | 1–      |
| Hassan Rahim          | Nabil Elouahabi    | Ole Pfennig        | 1–      |
| DSU Marianne Hamilton | Nadine Marshall    | Alexandra Mink     | 1–      |
| John Hudson           | Kris Hitchen       | Stefan Lehnen      | 1–      |
| Billy Washington      | Ewan Mitchell      | Felix Meyer        | 1       |
| PS Carney             | Michael Akinsulire |                    | 1–      |
| Moira Bloxham         | Lucy Russell       |                    | 1–      |
| Ayesha Campbell-Khan  | Salima Saxton      | Eva Maria Reichert | 1–      |
| Andy Phelan           | Rick Warden        | Wolfgang Haas      | 1–      |
| Jeff Washington       | Kevin Eldon        |                    | 1–      |
| Val Washington        | Tamzin Griffin     |                    | 1–      |
| Nick Roberts          | Neil Stoddart      |                    | 1–      |
| Agatha Jack           | Camilla Power      |                    | 1–      |
| Jocasta Wellings      | Jennifer Castle    |                    | 1–      |
| Ali Hussein           | Mo Idriss          |                    | 1–      |

## Episodenliste

### Staffel 1
| Nr. (ges.) | Nr. (St.) | Deutscher Titel | Originaltitel | Erstausstrahlung Vereinigtes Königreich | Deutschsprachige Erstausstrahlung (D) | Regie          | Drehbuch        | Zuschauer (UK) |
| ---------- | --------- | --------------- | ------------- | --------------------------------------- | ------------------------------------- | -------------- | --------------- | -------------- |
| 1          | 1         | Entschärfer     | Episode 1     | 23. Jan. 2022                           | 17. Apr. 2023                         | Gilles Bannier | Daniel Brierley | 8,85 Mio.      |
| 2          | 2         | Verdacht        | Episode 2     | 30. Jan. 2022                           | 17. Apr. 2023                         | Gilles Bannier | Daniel Brierley | 7,71 Mio.      |
| 3          | 3         | Kreuzritter     | Episode 3     | 6. Feb. 2022                            | 24. Apr. 2023                         | Gilles Bannier | Daniel Brierley | 6,95 Mio.      |
| 4          | 4         | Countdown       | Episode 4     | 13. Feb. 2022                           | 24. Apr. 2023                         | Jennie Darnell | Daniel Brierley | 7,42 Mio.      |
| 5          | 5         | Hilferuf        | Episode 5     | 20. Feb. 2022                           | 1. Mai 2023                           | Jennie Darnell | Daniel Brierley | 7,61 Mio.      |
| 6          | 6         | Endspiel        | Episode 6     | 27. Feb. 2022                           | 1. Mai 2023                           | Jennie Darnell | Daniel Brierley | 8,24 Mio.      |

## Rezeption
Ed Cumming schrieb für The Independent, dass in der Serie die Dialoge und die Geschichten zu melodramatisch erzählt seien, aber lobte die Spannung. Es sei unmöglich, nicht hineingezogen zu werden.
Für Metro.co.uk schreibt Harry Fletcher, dass Co-Star Adrian Lester super mit Vicky McClure harmoniere. Trigger Point sei vollgepackt mit Spannungen und zahlreichen Wendungen.
Nationalworld.com meint, dass Trigger Point ein gut gemachter, spannender Thriller sei, sich gut von seinem überfüllten Genre abhebe und Vicky McClure positiv heraussteche. Die Serie sei ein beeindruckendes und selbstbewusstes Debüt für den erstmaligen Drehbuchautor Daniel Brierley.
Die The New York Times zieht einen Vergleich mit der Fernsehserie Line of Duty, die ebenfalls von Jed Mercurio stammt und mit McClure besetzt ist. Während es bei Line of Duty viel mehr um Moral gehe, werde bei Trigger Point durch die Rolle der Lana der Druck, der auf Bombenentschärfern liege, hervorgehoben.
In einer Rangliste der beliebtesten britischen Serien 2022 in Großbritannien belegt Trigger Point Platz zwei.

## Produktion
Im Februar 2020 wurde die Produktion der Serie für ITV mit Vicky McClure in der Hauptrolle bekannt. Als ausführender Produzent agiert Jed Mercurio zusammen mit Jimmy Mulville und Mark Redhead von HTM Television sowie Jessica Sharkey als Produzentin. Die Regie führen Gilles Bannier und Jennie Darnell.
Trigger Point stammt von Drehbuchautor Daniel Brierley, dem die Idee zur Serie bei der Sichtung der alten BBC-Dokumentation „The Long Walk“ aus den 1970er-Jahren kam. Darin wurde von dem Alltag einiger Bombenentschärfer in Nordirland erzählt, die bei jedem Einsatz ihr Leben aufs Spiel setzen müssen. Brierley wurde im Rahmen eines TV-Stipendienprogramm, das von den britischen Produktionsfirmen ScreenSkills und Dancing Ledge finanziert wird, von Mercurio gefördert und feiert mit Trigger Point nach mehreren Kurzfilmen sein Debüt im Fernsehen. Beim Schreiben des Drehbuchs hatte Daniel Brierley für den Charakter der Lana Washington bereits Vicky McClure im Kopf und bot ihr die Rolle ohne Vorsprechen direkt an.
Die Serie wird in London gedreht. Die gesamte erste Folge entstand auf einem Anwesen im Norden Londons.

## Veröffentlichung
Die Premiere von Trigger Point war in Großbritannien am 23. Januar 2022 mit der Ausstrahlung der ersten Folge bei ITV. Im Februar 2022 wurde eine zweite Staffel in Auftrag gegeben.
In den USA wurde die erste Staffel im Juli 2022 beim Streamingangebot Peacock von NBCUniversal veröffentlicht. Des Weiteren wurden Rechte unter anderem nach Australien, Lateinamerika und China verkauft.
Die deutsche Erstausstrahlung der ersten Staffel erfolgte seit dem 17. April 2023 im ZDF mit der Veröffentlichung von jeweils immer zwei Folgen am Montag.